# Herba-savina

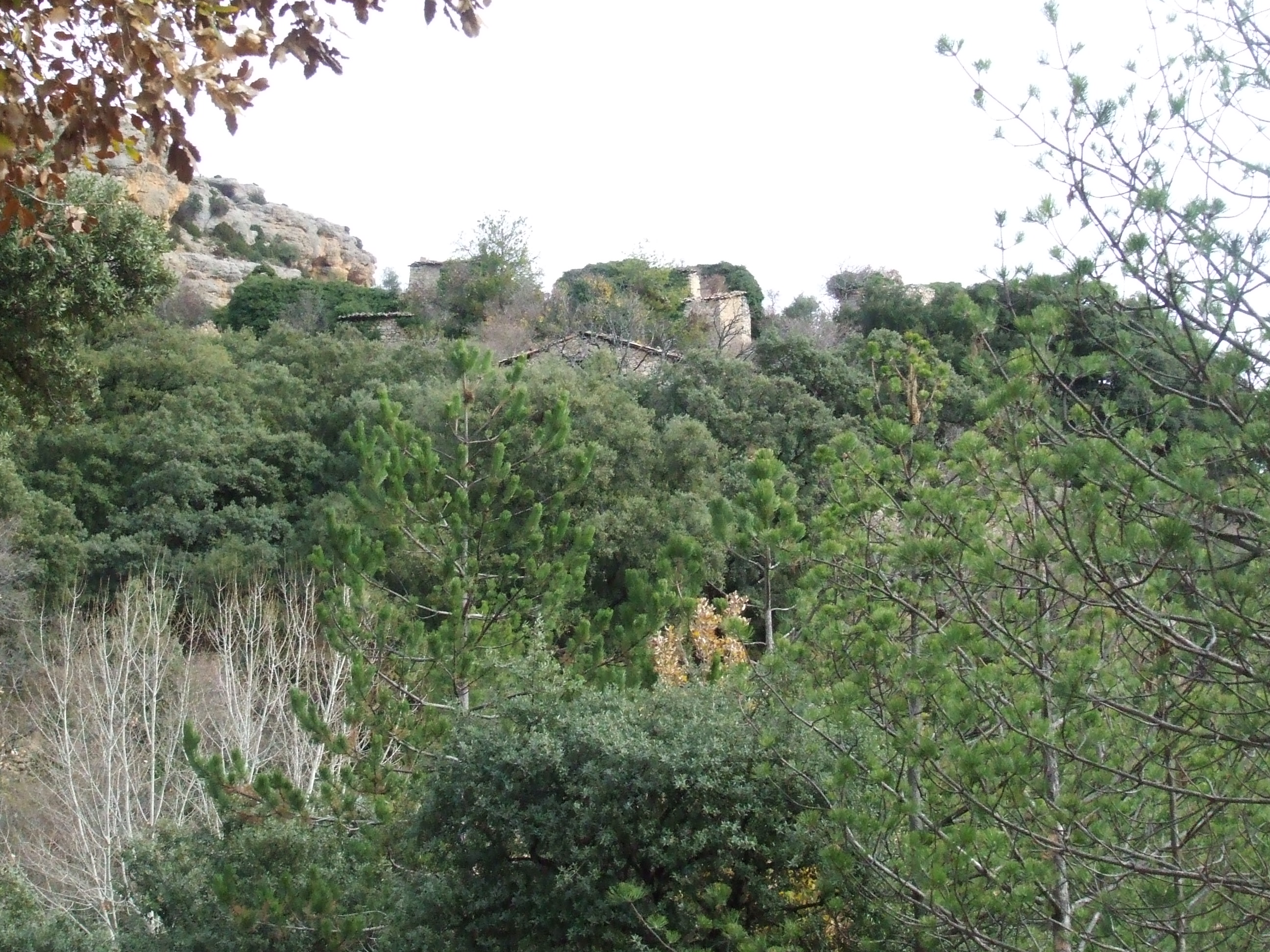
Camino hacia Herba-savina.

Herba-sabina, popularmente pronunciado Asbarsavina, es un antiguo pueblo del antiguo término de Hortoneda de la Conca, del actual de Conca de Dalt, en el Pallars Jussá de la provincia de Lérida. El nombre del pueblo ha sido escrito de diversas maneras a lo largo de la historia. Pascual Madoz en su Diccionario geográfico ... llega a utilizar todas estas formas, a lo largo de su obra: Erbasabina, Erbasavina, Ercasabiña, Herba-sabina, Herva-Sabina ...
Junto con Hortoneda, Segan, el Mas de Vilanova o Vilanoveta y Pessonada formaba este término de Hortoneda de la Conca. Actualmente está del todo despoblado. Sin embargo, en 1812, a raíz de la promulgación de la Constitución de Cádiz, Herba-savina se constituyó en ayuntamiento independiente, que en febrero de 1847 perdió, al aplicarse la ley municipal que impulsaba a los ayuntamientos de más de treinta vecinos contribuyentes (cabezas de familia) y hacía desaparecer los demás. En ese momento, Hortoneda absorbió Herba-savina y Pessonada.
Su iglesia, dedicada a san Miguel, pertenecía a la de Santa María de Pessonada.

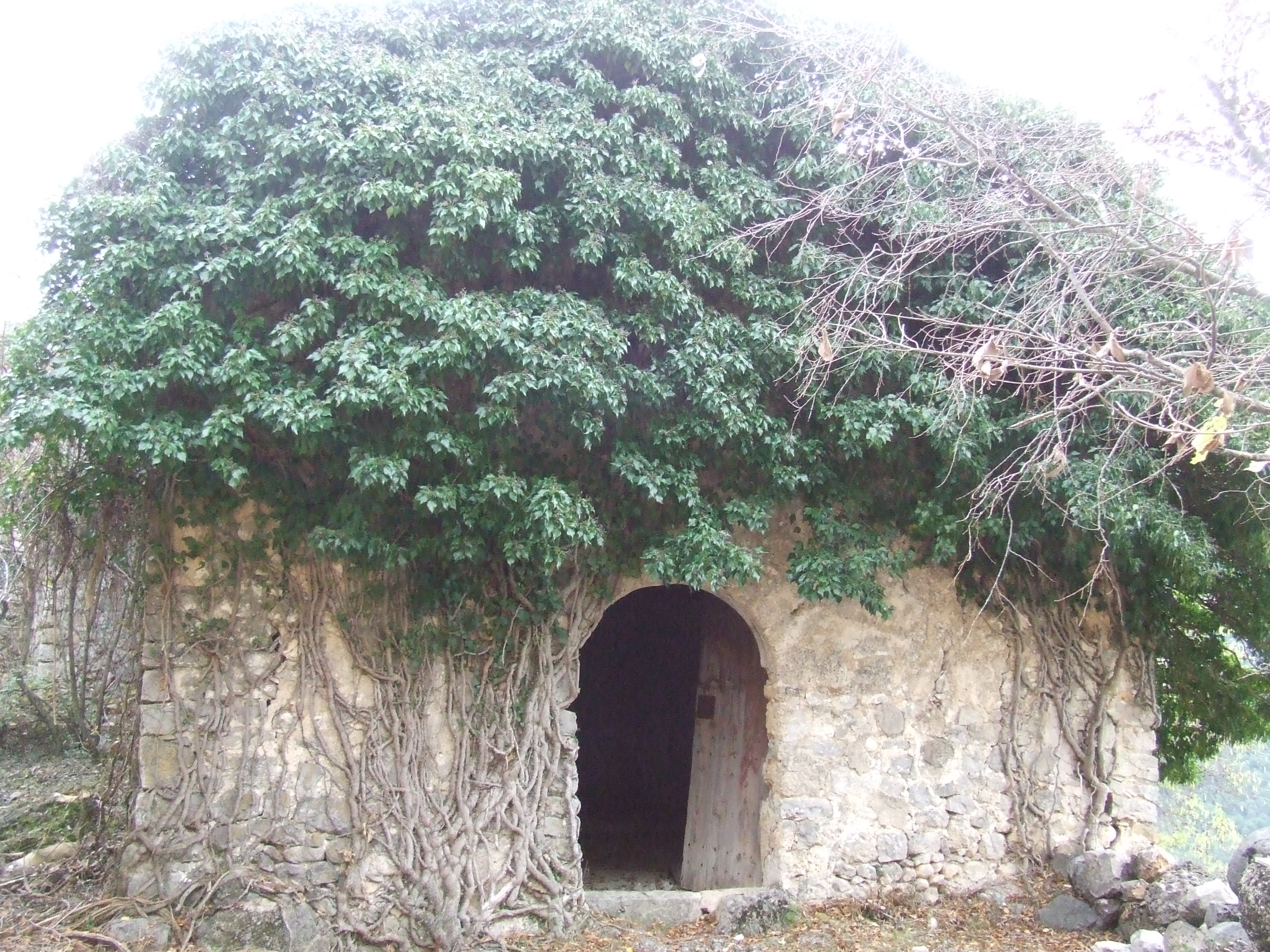
Restos de la iglesia de San Miguel de Herba-savina.

En la citada obra de Pascual Madoz, publicada en 1845, el artículo de Herba-savina narra que:

el pueblo es en la vertiente oeste de la Sierra de Carreu, bastante ventilado por todos los vientos menos los de levante, ya que la mencionada montaña protegía al pueblo. El clima era frío, pero sano. Tenía diez casas de un solo piso, muy miserables, que forman un poblado empinado y sin adoquinar. Buenas fuentes de aguas abundantes servían a la población muy fácilmente. El terreno era áspero, montañoso y quebrado, de inferior calidad. En total había unos sesenta jornales de trabajo. Los antiguos bosques comunales se rompían, se aliñan con hormigueros y al cabo de unos años se abandonaban. Hay muchos bosques de pinos, sabinas y encinas, que proporcionaban madera para la construcción, para hacer carbón y para leña, que se vendía sobre todo en La Puebla de Segur. Se producía centeno, patatas, se criaban cabras y ganado de pie redondo para las labores del campo. Formaban la población diez vecinos (cabezas de familia) y sesenta y una almas (habitantes).

En 1970 conservaba seis habitantes, y en 1981, uno. En el 2010 permanece totalmente abandonado, con la mayor parte de las casas en ruinas.